# Elbachir Mbarki
Elbachir Mbarki (* 9. März 1996) ist ein marokkanischer Leichtathlet, der sich auf den Diskuswurf spezialisiert hat.

## Sportliche Laufbahn
Erste internationale Erfahrungen sammelte Elbachir Mbarki 2015 bei den Juniorenafrikameisterschaften in Addis Abeba, bei denen er mit einer Weite von 14,99 m mit der 6-kg-Kugel den siebten Platz im Kugelstoßen belegte und im Diskusbewerb mit 47,95 m auf Rang fünf gelangte. Zwei Jahre später belegte er bei den Islamic Solidarity Games in Baku mit 55,28 m den fünften Platz mit dem Diskus und anschließend wurde er bei den U23-Mittelmeermeisterschaften in Tunis mit 13,82 m Vierter im Kugelstoßen und klassierte sich im Diskuswurf mit 55,58 m auf dem fünften Platz, ehe er daraufhin bei den Spielen der Frankophonie in Abidjan mit 57,14 m die Goldmedaille gewann. 2018 erreichte er bei den Mittelmeerspielen in Tarragona mit 54,50 m Rang elf und gewann anschließend bei den Afrikameisterschaften in Asaba mit 54,97 m die Bronzemedaille hinter den beiden Südafrikanern Victor Hogan und Werner Visser. Im Jahr darauf siegte er mit 53,56 m bei den Arabischen Meisterschaften in Kairo und nahm anschließend erstmals an den Afrikaspielen in Rabat teil und gewann dort mit 56,92 m die Bronzemedaille hinter dem Ägypter Shehab Mohamed Abdalaziz und Dotun Ogundeji aus Nigeria. 2021 belegte er bei den Arabischen Meisterschaften in Radès mit 58,00 m den vierten Platz und 2023 gelangte er bei den Arabischen Meisterschaften in Marrakesch mit 51,42 m auf Rang sechs. Im Jahr darauf belegte er bei den Afrikameisterschaften in Douala mit 53,47 m den sechsten Platz.
In den Jahren 2016 und 2018 sowie 2021, 2023 und 2024 wurde Mbarki marokkanischer Meister im Diskuswurf.

## Persönliche Bestzeiten
- Kugelstoßen: 15,44 m, 27. März 2021 in Rabat
- Diskuswurf: 58,48 m, 18. Mai 2024 in Fort-de-France